# Дієго Іфран
Дієго Іфран Сала (ісп. Diego Ifrán Sala; 8 червня 1987, Серро-Чато) — колишній уругвайський футболіст, нападник.

## Життєпис
Іфран розпочинав свою кар'єру у футбольному клубі «Фенікс», де грав у 2006 - 2008 роках. У середині 2008 року його продали до «Данубіо». Після успішного сезону 2009/10, коли Іфран забив 16 голів в 22 матчах чемпіонату Уругваю, в липні 2010 року уругваєць вирушив до Іспанії за запитом тренера «Реал Сосьєдада» для медичного огляду (його цікавили коліна гравця). За результатами обстеження керівництво мало вирішити, купувати їм футболіста чи ні. У серпні Іфран підписав з іспанським клубом контракт на п'ять років.
Результативність Іфрана в Іспанії різко знизилася. За три сезони він забив за " Реал Сосьєдад лише сім голів у 57 матчах у всіх турнірах. Сезон 2013/14 уругваєць завершував вже в Сегунді у складі «Депортіво» Ла-Коруньї. Наступний сезон Іфран також провів у Другому дивізіоні чемпіонату Іспанії, у складі Тенерифе (футбольний клуб).
У липні 2015 року Іфран на правах вільного агента повернувся до Уругваю, де став виступати за «Пеньяроль», з яким у першому ж сезоні став чемпіоном країни.

## Титули
- Чемпіон Уругваю (1): 2015—2016